# یوگی فیرل
یوگی فیرل (انگلیسی: Yogi Ferrell؛ زادهٔ ۹ مهٔ ۱۹۹۳) بازیکن بسکتبال اهل ایالات متحده آمریکا است.

## حرفه
از باشگاه‌هایی که در آن بازی کرده‌است می‌توان به ساکرامنتو کینگز و باشگاه بسکتبال پاناتینایکوس اشاره کرد.